# Lucien Agoumé
Lucien Agoumé (Yaoundé, 9 februari 2002) is een Frans-Kameroens voetballer die doorgaans als centrale middenvelder speelt. Hij verruilde FC Sochaux in juli 2019 voor Internazionale.

## Clubcarrière
Agoumé werd geboren in Kameroen en verhuisde op jonge leeftijd naar Frankrijk. Hij is afkomstig uit de jeugd van FC Sochaux. Hij debuteerde op 19 oktober 2018 in de Ligue 2, tegen Troyes AC.

## Interlandcarrière
Agoumé speelde voor diverse Franse nationale jeugdselecties. In 2018 debuteerde hij in Frankrijk –17.